# Élections générales espagnoles d'avril 2019 au Pays basque
Les élections générales espagnoles d'avril 2019 (en espagnol : Elecciones generales de España de abril de 2019) se sont tenues le dimanche 28 avril 2019 afin d'élire les 350 députés et 208 des 266 sénateurs de la XIIIe législature des Cortes Generales. 18 députés sont élus dans la communauté autonome du Pays basque.

## Résultats
| Parti                  | Parti                                                   | Voix      | %     | +/-   | Sièges | +/-           |  |
| ---------------------- | ------------------------------------------------------- | --------- | ----- | ----- | ------ | ------------- |  |
|                        | Parti nationaliste basque (EAJ/PNV)                     | 395 884   | 31,01 | 6,15  | 6      | 1             |  |
|                        | Parti socialiste du Pays basque (PSE-EE-PSOE)           | 253 989   | 19,90 | 5,67  | 4      | 1             |  |
|                        | Unidas Podemos (UP)                                     | 224 505   | 17,59 | 11,49 | 4      | 2             |  |
|                        | Euskal Herria Bildu (EH Bildu)                          | 212 882   | 16,68 | 3,40  | 4      | 2             |  |
|                        | Parti populaire (PP)                                    | 95 041    | 7,45  | 5,42  | 0      | 2             |  |
|                        | Ciudadanos (Cs)                                         | 40 366    | 3,16  | 0,37  | 0      | en stagnation |  |
|                        | Vox                                                     | 28 230    | 2,21  | 2,13  | 0      | en stagnation |  |
|                        | Parti animaliste contre la maltraitance animale (PACMA) | 11 227    | 0,88  | 0,07  | 0      | en stagnation |  |
|                        | Recortes Cero-Grupo Verde (RC-GV)                       | 2 306     | 0,18  | 0,08  | 0      | en stagnation |  |
|                        | Pour un monde + juste (PUM+J)                           | 1 611     | 0,13  | Abs.  | 0      | en stagnation |  |
|                        | Autres partis                                           | 2 357     | 0,18  | -     | 0      | -             |  |
|                        | Vote blanc                                              | 8 054     | 0,63  | 0,04  |        |               |  |
|                        |                                                         |           |       |       |        |               |  |
| Suffrages exprimés     | Suffrages exprimés                                      | 1 276 452 | 99,30 |       |        |               |  |
| Votes nuls             | Votes nuls                                              | 9 036     | 0,70  |       |        |               |  |
| Total                  | Total                                                   | 1 285 488 | 100   | -     | 18     | en stagnation |  |
| Abstention             | Abstention                                              | 505 496   | 28,22 |       |        |               |  |
| Inscrits/Participation | Inscrits/Participation                                  | 1 790 984 | 71,78 |       |        |               |  |

### Résultats par provinces

#### Álava
| Parti                  | Parti                                                   | Voix    | %     | +/-   | Sièges | +/-           |  |
| ---------------------- | ------------------------------------------------------- | ------- | ----- | ----- | ------ | ------------- |  |
|                        | Parti nationaliste basque (EAJ/PNV)                     | 40 300  | 22,72 | 6,79  | 1      | en stagnation |  |
|                        | Parti socialiste du Pays basque (PSE-EE-PSOE)           | 39 722  | 22,40 | 6,66  | 1      | en stagnation |  |
|                        | Unidas Podemos (UP)                                     | 31 469  | 17,74 | 13,18 | 1      | en stagnation |  |
|                        | Euskal Herria Bildu (EH Bildu)                          | 24 747  | 13,95 | 4,49  | 1      | 1             |  |
|                        | Parti populaire (PP)                                    | 24 385  | 13,75 | 6,70  | 0      | 1             |  |
|                        | Ciudadanos (Cs)                                         | 7 082   | 3,99  | 1,00  | 0      | en stagnation |  |
|                        | Vox                                                     | 5 608   | 3,16  | 2,98  | 0      | en stagnation |  |
|                        | Parti animaliste contre la maltraitance animale (PACMA) | 1 869   | 1,05  | 0,06  | 0      | en stagnation |  |
|                        | Recortes Cero-Grupo Verde (RC-GV)                       | 536     | 0,30  | 0,06  | 0      | en stagnation |  |
|                        | Pour un monde + juste (PUM+J)                           | 338     | 0,19  | Abs.  | 0      | en stagnation |  |
|                        | Parti communiste des travailleurs basques (PCTE)        | 235     | 0,13  | Nv.   | 0      | en stagnation |  |
|                        | Vote blanc                                              | 1 075   | 0,61  | 0,03  |        |               |  |
|                        |                                                         |         |       |       |        |               |  |
| Suffrages exprimés     | Suffrages exprimés                                      | 177 366 | 98,98 |       |        |               |  |
| Votes nuls             | Votes nuls                                              | 1 820   | 1,02  |       |        |               |  |
| Total                  | Total                                                   | 179 186 | 100   | -     | 4      | en stagnation |  |
| Abstention             | Abstention                                              | 78 611  | 30,49 |       |        |               |  |
| Inscrits/Participation | Inscrits/Participation                                  | 257 797 | 69,51 |       |        |               |  |

#### Biscaye
| Parti                  | Parti                                                   | Voix    | %     | +/-   | Sièges | +/-           |  |
| ---------------------- | ------------------------------------------------------- | ------- | ----- | ----- | ------ | ------------- |  |
|                        | Parti nationaliste basque (EAJ/PNV)                     | 235 916 | 34,34 | 6,12  | 3      | 1             |  |
|                        | Parti socialiste du Pays basque (PSE-EE-PSOE)           | 136 547 | 19,88 | 5,97  | 2      | 1             |  |
|                        | Unidas Podemos (UP)                                     | 121 740 | 17,72 | 11,15 | 2      | 1             |  |
|                        | Euskal Herria Bildu (EH Bildu)                          | 91 771  | 13,36 | 2,47  | 1      | en stagnation |  |
|                        | Parti populaire (PP)                                    | 49 859  | 7,26  | 5,45  | 0      | 1             |  |
|                        | Ciudadanos (Cs)                                         | 21 392  | 3,11  | 0,22  | 0      | en stagnation |  |
|                        | Vox                                                     | 15 839  | 2,31  | 2,21  | 0      | en stagnation |  |
|                        | Parti animaliste contre la maltraitance animale (PACMA) | 6 187   | 0,90  | 0,12  | 0      | en stagnation |  |
|                        | Recortes Cero-Grupo Verde (RC-GV)                       | 1 177   | 0,17  | 0,02  | 0      | en stagnation |  |
|                        | Pour un monde + juste (PUM+J)                           | 844     | 0,12  | Abs.  | 0      | en stagnation |  |
|                        | Autres partis                                           | 1 131   | 0,16  | -     | 0      | -             |  |
|                        | Vote blanc                                              | 4 557   | 0,66  | 0,03  |        |               |  |
|                        |                                                         |         |       |       |        |               |  |
| Suffrages exprimés     | Suffrages exprimés                                      | 686 960 | 99,31 |       |        |               |  |
| Votes nuls             | Votes nuls                                              | 4 742   | 0,69  |       |        |               |  |
| Total                  | Total                                                   | 691 702 | 100   | -     | 8      | en stagnation |  |
| Abstention             | Abstention                                              | 257 740 | 27,15 |       |        |               |  |
| Inscrits/Participation | Inscrits/Participation                                  | 949 442 | 72,85 |       |        |               |  |

#### Guipuscoa
| Parti                  | Parti                                                   | Voix    | %     | +/-   | Sièges | +/-           |  |
| ---------------------- | ------------------------------------------------------- | ------- | ----- | ----- | ------ | ------------- |  |
|                        | Parti nationaliste basque (EAJ/PNV)                     | 119 668 | 29,04 | 5,78  | 2      | en stagnation |  |
|                        | Euskal Herria Bildu (EH Bildu)                          | 96 364  | 23,38 | 4,27  | 2      | 1             |  |
|                        | Parti socialiste du Pays basque (PSE-EE-PSOE)           | 77 720  | 18,86 | 4,78  | 1      | en stagnation |  |
|                        | Unidas Podemos (UP)                                     | 71 296  | 17,30 | 11,31 | 1      | 1             |  |
|                        | Parti populaire (PP)                                    | 20 797  | 5,05  | 4,61  | 0      | en stagnation |  |
|                        | Ciudadanos (Cs)                                         | 11 892  | 2,89  | 0,31  | 0      | en stagnation |  |
|                        | Vox                                                     | 6 783   | 1,65  | Nv.   | 0      | en stagnation |  |
|                        | Parti animaliste contre la maltraitance animale (PACMA) | 3 171   | 0,77  | 0,01  | 0      | en stagnation |  |
|                        | Sièges en blanc (EB)                                    | 678     | 0,16  | Nv.   | 0      | en stagnation |  |
|                        | Recortes Cero-Grupo Verde (RC-GV)                       | 593     | 0,14  | 0,18  | 0      | en stagnation |  |
|                        | Pour un monde + juste (PUM+J)                           | 429     | 0,10  | Abs.  | 0      | en stagnation |  |
|                        | Parti communiste des travailleurs basques (PCTE)        | 313     | 0,08  | Nv.   | 0      | en stagnation |  |
|                        | Vote blanc                                              | 2 422   | 0,59  | 0,15  |        |               |  |
|                        |                                                         |         |       |       |        |               |  |
| Suffrages exprimés     | Suffrages exprimés                                      | 412 126 | 99,40 |       |        |               |  |
| Votes nuls             | Votes nuls                                              | 2 474   | 0,60  |       |        |               |  |
| Total                  | Total                                                   | 414 600 | 100   | -     | 6      | en stagnation |  |
| Abstention             | Abstention                                              | 169 145 | 28,98 |       |        |               |  |
| Inscrits/Participation | Inscrits/Participation                                  | 583 745 | 71,02 |       |        |               |  |